# Cheliceri
I cheliceri sono parti dell'apparato boccale di diversi organismi tra cui i Chelicerata, subphylum degli Arthropoda che comprende gli Arachnida (ragni, scorpioni, acari, ecc.) i Merostomata (tra cui i limuli e gli euripteridi) e i picnogonidi, detti anche ragni di mare.

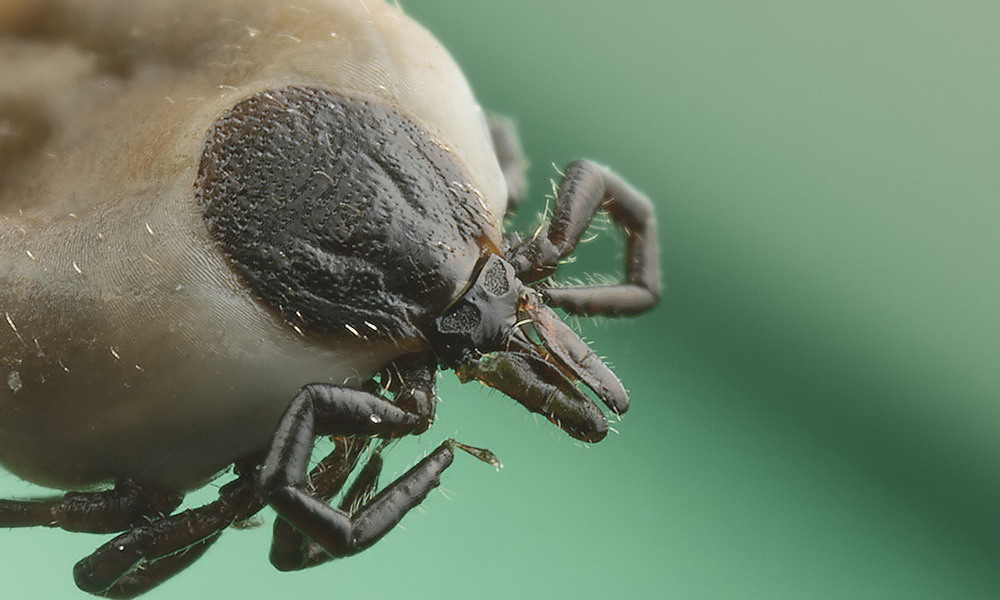
Ingrandimento dei cheliceri di Ixodes ricinus

## Morfologia e funzione
Sono costituiti da un segmento basale e da denti ricurvi aguzzi composti di chitina alquanto dura e adoperati per afferrare il cibo, in luogo dell'apparato mandibolare che hanno altri artropodi.
Inoltre, soprattutto i cheliceri dei ragni sono cavi all'interno e contengono, o sono connessi, a ghiandole velenifere per iniettare tossine nella preda o nell'animale che li minaccia.
Alla base dei cheliceri vi è l'apparato succhiatore ricoperto da una serie di setole utilizzate per filtrare dalla preda i liquidi da ingerire.

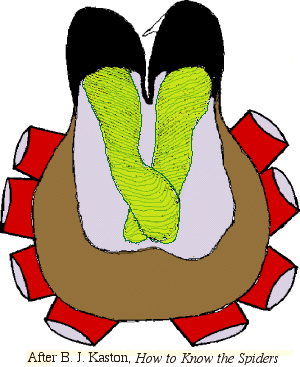
Cheliceri di un ragno. I cheliceri sono colorati in nero, il cefalotorace in marrone, le zampe in rosso, e le ghiandole velenifere in verde

## Tipi di cheliceri
Si distinguono tre tipi di cheliceri a seconda della conformazione: cheliceri coltello a serramanico, cheliceri a forbice e cheliceri chelati trisegmentati.

### Chelicericoltello a serramanico
I cheliceri coltello a serramanico hanno una parte fissa molto ridotta o assente e sono composti da due segmenti. 
Va fatta un'ulteriore distinzione: possono essere ortognati e labidognati. I cheliceri ortognati sono articolati in maniera da consentire movimenti delle punte paralleli all'asse del corpo. Questo tipo di cheliceri è presente nei Mygalomorphae e nei Mesothelae, per quanto riguarda i ragni propriamente detti, e negli ordini Amblypygi, Schizomida, Thelyphonida.
I cheliceri labidognati si possono muovere ad angoli in linea con l'asse del corpo. Nel caso dei ragni Araneomorphae sono ruotati in vario modo fino a fronteggiarsi.

### Cheliceria forbice
I cheliceri a forbice sono chelati e composti da due segmenti. Sono presenti nei Pseudoscorpiones e nei Solifugae, ordini di Arthropoda.

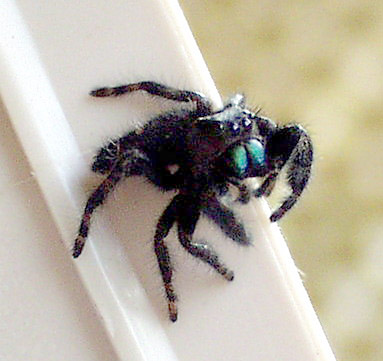
Phidippus audax, Salticidae: la parte terminale dei cheliceri è di colore verde iridescente

### Cheliceri chelati trisegmentati
I cheliceri chelati trisegmentati sono presenti negli ordini più primitivi degli Arachnida, come gli Scorpiones e gli Opiliones; negli Xiphosura e negli euripteridi, e ad essi sono assimilabili per forma e funzione anche i chelifori dei Pycnogonida.